# Mischa Barton

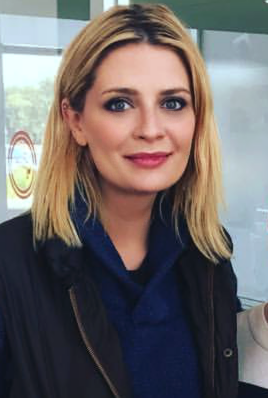
Mischa Barton (2017)

Mischa Anne Marsden Barton (* 24. Januar 1986 in Hammersmith, London) ist eine britisch-amerikanische Schauspielerin und Model.

## Leben
Mischa Anne Marsden Barton wurde im Londoner Stadtteil Hammersmith geboren. Ihre Mutter Nuala Quinn-Barton ist eine in Nordirland geborene irisch-amerikanische Filmproduzentin, ihr Vater Paul Marsden Barton stammt aus Manchester; sie haben drei gemeinsame Töchter. Mischa Bartons ältere Schwester arbeitet als Anwältin in London.
In Hammersmith hatte Mischa die St Paul's Girls' School besucht, bevor die Familie nach New York City umzog. Ihren Schulabschluss machte Barton 2004 an der Professional Children's School in Manhattan. Danach besuchte sie einen Sommerkurs an der Royal Academy of Dramatic Art in London. 2006 wurde Barton US-amerikanische Staatsbürgerin.
In der Nacht zum 27. Dezember 2007 wurde Barton in West Hollywood wegen Fahrens ohne gültigen Führerschein, Alkoholeinfluss am Steuer und Drogenbesitzes verhaftet. Sie musste die Nacht im Polizeirevier verbringen und kam am nächsten Morgen gegen eine Kaution in Höhe von ca. 10.000 US-Dollar frei. Darauf folgend erhielt sie Mitte April 2008 eine dreijährige Bewährungsstrafe. Zusätzlich musste sie eine Geldstrafe in Höhe von 2.000 US-Dollar bezahlen und einen Kurs über die Gefahren von Alkoholkonsum besuchen.

## Karriere
Im Alter von neun Jahren begann Mischa Barton ihre Schauspielkarriere an diversen Theatern in New York, wo sie die Hauptrolle in Tony Kushners Slavs! erhielt. Es folgten weitere Stücke wie Where the Truth Lies, Twelve Dreams und One Flea Spare. Außerdem nahm sie am Shakespeare Festival in New York City teil.
Ihr Fernsehdebüt gab Barton 1996 in der Serie All my Children. Weltweit bekannt wurde sie 2003 mit der Rolle der Marissa Cooper in der US-amerikanischen Fernsehserie O.C., California. Für diese Rolle gewann sie 2004 den Teen Choice Award und wurde in einer weiteren Kategorie für den gleichen Preis nominiert. Ein Jahr später wurde sie ebenfalls für den Teen Choice Award nominiert, den sie 2006 erneut gewann. Noch 2006 folgte ihr Ausstieg und kurze Zeit darauf das Ende der Serie. Barton arbeitet neben der Schauspielerei als Mannequin für Kosmetik- und Bekleidungshersteller.
Barton wurde am 8. Februar 2008 in Berlin der Viper-Award von Karl Lagerfeld überreicht. Nach dem schwachen Quotenstart der The-CW-Serie The Beautiful Life und deren Absetzung nach nur zwei Episoden äußerte Barton, dass sie aus dem Fernsehgeschäft aussteigen und sich auf ihre Filmkarriere konzentrieren wolle.
Bereits 1999 erhielt Barton Nebenrollen in den Hollywood-Produktionen The Sixth Sense und Notting Hill. Ihre erste Hauptrolle spielte sie 2000 in Mittendrin und voll dabei, gefolgt von Lost and Delirious im darauffolgenden Jahr sowie 2007 in Closing the Ring – Geheimnis der Vergangenheit. Mischa Bartons schauspielerische Darbietung wurde in diesen Produktionen überwiegend sehr positiv beurteilt. Weitere Film- und gelegentliche Fernsehauftritte folgten. Barton spielte vor allem in B-Filmen, darunter viele Thriller und Horrorfilmproduktionen mit, von denen nur einige eine Kinoauswertung erhielten. Ihr Schaffen umfasst mehr als 70 Produktionen.

## Filmografie (Auswahl)
- 1995: Polio Water (Kurzfilm)
- 1995: All My Children (Fernsehserie, 1 Episode)
- 1996: Ein Engel in New York (Un Angelo a New York, Fernsehfilm)
- 1996–1997: KaBlam! (Fernsehserie, 10 Episoden)
- 1997: Lawn Dogs – Heimliche Freunde (Lawn Dogs)
- 1999: An Off-Beats Valentine’s (Fernsehfilm)
- 1999: Pups – Kein Kinderspiel (Pups)
- 1999: Notting Hill
- 1999: The Sixth Sense – Der Sechste Sinn (The Sixth Sense)
- 2000: Paranoid – 48 Stunden in seiner Gewalt (Paranoid)
- 2000: Mittendrin und voll dabei (Skipped Parts)
- 2000: Frankie & Hazel – Zwei Mädchen starten durch (Frankie & Hazel, Fernsehfilm)
- 2001: Lost and Delirious
- 2001: Julie Johnson
- 2001: Tart – Jet Set Kids
- 2001–2002: Noch mal mit Gefühl (Once and Again, Fernsehserie, 8 Episoden)
- 2002: Die Stimme des Meeres (A Ring of Endless Light, Fernsehfilm)
- 2003: Fastlane (Fernsehserie, 1 Episode)
- 2003: Octane – Grausamer Verdacht (Octane)
- 2003–2006: O.C., California (The O.C., Fernsehserie, 76 Episoden)
- 2006: The OH in Ohio
- 2007: Closing the Ring – Geheimnis der Vergangenheit (Closing the Ring)
- 2007: Die Girls von St. Trinian (St.Trinian’s)
- 2007: Virgin Territory
- 2008: Lange Beine, kurze Lügen und ein Fünkchen Wahrheit … (Assassination of a High School President)
- 2009: Walled In
- 2009: Besessen – Fesseln der Eifersucht (Homecoming)
- 2009: The Beautiful Life: TBL (Fernsehserie, 5 Episoden)
- 2010: Law & Order: Special Victims Unit (Fernsehserie, 1 Episode)
- 2010: Don’t Fade Away
- 2011: You and I
- 2012: Cyberstalker
- 2012: Beauty and the Least: The Misadventures of Ben Banks
- 2012: I Will Follow You Into the Dark
- 2012: Apartment 1303 – Wohnst du noch oder stirbst du schon? (Apartment 1303 3D)
- 2013: A Resurrection
- 2013: Date-A-Max (Fernsehserie, 1 Episode)
- 2013: Gutsy Frog (Fernsehfilm)
- 2014: Bhopal: A Prayer for Rain
- 2014: Throwdown (Beyond Justice)
- 2014: Starcrossed
- 2015: Zombie Killers (Zombie Killers: Elephant’s Graveyard)
- 2015: SWAT: Unit 887 (24 Hours)
- 2015: Bunker – Es gibt kein Entkommen (The Hoarder)
- 2015: Hope Lost
- 2015: American Beach House
- 2015: Checkmate
- 2015: L.A. Slasher
- 2015: Operator – Wettlauf gegen die Zeit (Operator)
- 2016: Recovery Road (Fernsehserie, 1 Episode)
- 2016: Deserted
- 2016: The Malevolent
- 2017: Mining for Ruby
- 2017: The Joneses Unplugged (Fernsehfilm)
- 2017: Executor
- 2018: Monsters at Large
- 2018: Painkillers
- 2018: The Toybox
- 2018: Ouija House
- 2018: Papa
- 2018: The Basement – Der Gemini Killer (The Basement)
- 2020: Spree
- 2023: Invitation to a Murder
- 2023: Nachbarn (Neighbours, Fernsehserie)

Barton spielte außerdem in den Musikvideos zu Enrique Iglesias’ Addicted, James Blunts Goodbye My Lover, Noel Gallaghers Everybody’s on the Run, Apparats You Don’t Know Me, Deap Vallys Turn It Off und Incubus Warning mit.

## Auszeichnungen
- 2004: Teen Choice Award – Best Actress
- 2004: Teen Choice Award – TV Breakout Star Female
- 2005: Bravo Otto in Bronze in der Kategorie TV-Star weiblich
- 2005: Teen Choice Award – Best Actress
- 2006: Teen Choice Award – Best Actress
- 2007: Flo Award – Best Actress
- 2008: Viper Award